# Блэр, Джон
Джон Инсли Блэр (англ. John Insley Blair; 22 августа 1802, Фоул-Рифт близ Белвидира, штат Нью-Джерси — 2 декабря 1899, Блэрстаун, штат Нью-Джерси) — американский предприниматель и благотворитель.

## Биография
Родился в бедной и многодетной семье выходцев из Шотландии; использовал фамилию матери, Инсли, в качестве второго имени. Был четвёртым ребёнком в семье (из одиннадцати). С десятилетнего возраста начал сам зарабатывать деньги, ловя кроликов и ондатр и продавая их шкурки. В 11 лет поступил на работу продавцом в магазин, принадлежавший его родственнику, с 17 лет стал совладельцем. С 1825 года занимал должность почтмейстера в городке Грэйвел-Хилл в Нью-Джерси. К 1830 году во владении Блэра было пять больших магазинов, управляющими в каждом из них работали его братья, четыре мельницы, а также несколько упряжек лошадей, чтобы возить товары в Нью-Йорк.
Дальнейшая предпринимательская карьера Блэра была связана со сталелитейным и угледобывающим производством, но прежде всего — со строительством железных дорог и управлением ими. Одно время он возглавлял сразу 16 железнодорожных компаний и был крупнейшим в мире владельцем железных дорог по их протяжённости. Значительную часть жизни он проводил в личном вагоне, который, как утверждалось, проделывал путь до 40 тысяч миль (около 64 000 километров) в год. Состояние Блэра приближалось к 70 миллионам долларов.
Блэр никогда не получал никакого систематического образования, хотя несколько его предков преподавали в Принстонском университете; по преданию, ещё в детстве он сказал матери: «В нашей семье уже довольно образованных, я буду богатым». В 1864 г. Блэр учредил в Принстонском университете именную профессуру по геологии (первым профессором стал Арнольд Гюйо), а в 1866 году возглавил попечительский совет и занимал этот пост до конца жизни, а после смерти Блэра главой попечительского совета стал его сын Девитт Клинтон Блэр (1833—1915). При вступлении на пост Блэр сказал, что как предприниматель всю жизнь изучал сложение, а теперь наконец пришёл в университет, чтобы освоить вычитание. Имя Блэра в университете носит построенное на его средства в 1897 году здание — Блэр-холл; однако знаменитая арка Блэра, увенчанная двумя башнями, была сооружена уже на средства Девитта Клинтона Блэра при расширении Блэр-холла десять лет спустя.
В честь Блэра уже в 1839 году был переименован городок Грэйвел-Хилл, в котором он жил (ныне — Блэрстаун).